# Megadyptes waitaha
Megadyptes waitaha  (лат.) — вид вымерших птиц из семейства пингвиновых, ископаемые остатки которых открыты в Новой Зеландии в ноябре 2008 года, когда учёные из университетов Отаго и Аделаиды проанализировали кости, которые, как считалось, принадлежали желтоглазым пингвинам. Но остатки возрастом около 500 лет, как оказалось, содержали другое ДНК. Ископаемый пингвин был на 10 % мельче желтоглазого, хотя в целом они были похожи. Вымер он примерно в то же время, когда в Новую Зеландию стали прибывать полинезийские поселенцы (1300—1500 годы), возможно, по причине своей съедобности. Эти новые данные дают основания говорить о том, что желтоглазый пингвин, уже очень редкий на островах, возможно, не является их коренным обитателем, но относительно недавно переселился в Новую Зеландию из Антарктики и заменил собой вымершего пингвина Ваитаха.
Название дано по крупному маорийскому племени (иви) Ваитаха.